# Famine algérienne de 1866-1868

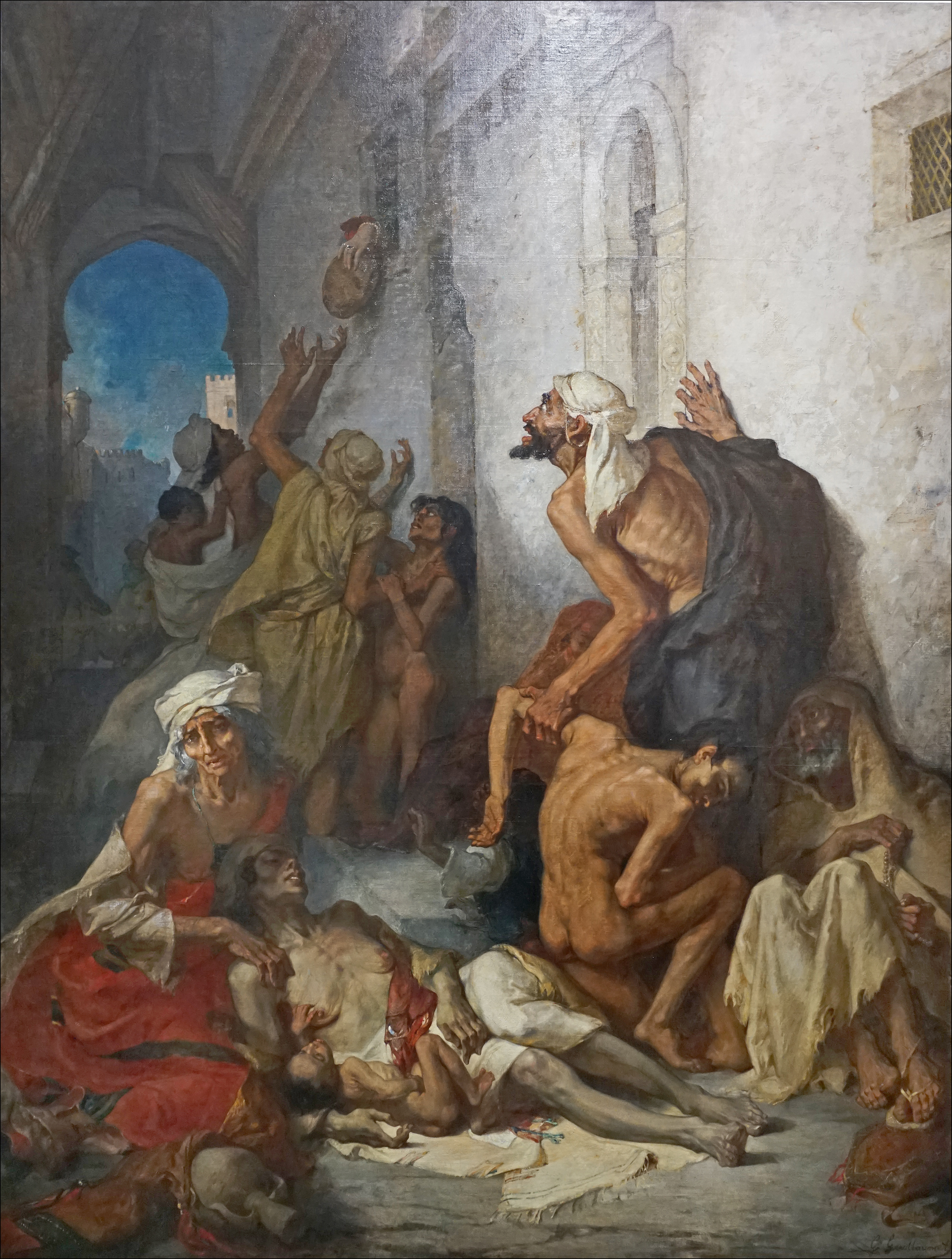
La Famine de l'Algérie par G. Guillaumet (musée de La Piscine, Roubaix).

La famine algérienne de 1866-1868  est une série ininterrompue de catastrophes agricoles qui provoquent une mortalité considérable en Algérie pendant la période coloniale, dans les populations rurales, quoique difficile à estimer. Selon, Pierre Darmon, spécialiste de l’histoire de la médecine, dans Un siècle de passions algériennes, la population algérienne « s’élève à 2,9 millions d’habitants, va en perdre officiellement 500 000, voire davantage, c’est-à-dire 17 % au moins du total […] ». Pierre Darmon conclut que « pour un pays comme la France du début du XXIe siècle, cela représenterait 11 millions d’âmes ! En proportion, c’est une hécatombe, près de cinq fois supérieure à celle de la Première Guerre mondiale en France, onze fois supérieure à celle de la Seconde ».

## Le contexte historique
La complexité de la crise alimentaire de 1866-1868 est à la fois causée par un manque immédiat de récoltes, de stocks en silos limités, de l’absence de numéraire et de l’intégration asymétrique de l’agriculture vivrière et du pastoralisme traditionnel à une nouvelle économie agricole tournée vers l’exportation vers la France.

### Extension de la culture des céréales
La culture des céréales s'était étendue depuis une dizaine d'années. Le pastoralisme est remis en cause dès 1853. Les spahis du camp militaire d'Aïn Beida sont à la recherche de fourrages pour leurs chevaux et demandent à la population locale d'en planter. L'année suivante, le prix flambe en raison de la pénurie causée par la guerre de Crimée. De cette époque date le commencement de la mise en culture des immenses plaines des Haraktas, des Sellaouas, des Maatlas, tribus qui jusque-là élevaient plutôt d'immenses troupeaux. Beaucoup vendent leurs chameaux pour labourer et semer, les prix étant attractifs. En 1857, 32 000 hectares de céréales sont cultivés dans l'Ain Beida, chiffre qui monte à 118 000 en 1863.

### Les coutumes ébranlées dès 1863
Le sénatus-consulte du 22 avril 1863, qui prétendait « consolider radicalement la propriété arabe », avec des « territoires répartis entre les différents douars de chaque tribu » a eu pour conséquence la disparition des silos communautaires de réserve, qui servaient à protéger les plus pauvres en cas de sécheresse ou d'invasion de sauterelles. La réforme entraîne aussi la fin, ou l'atténuation, d'une ancienne coutume de solidarité des peuples pastoraux, la maâouna, antérieure à l'islam. Des instructions ministérielles des mois de mai et de juin 1863, ont tenté de le décliner selon les régions.
Cette réforme a été mise en place dans le cadre d'une gestion de l'Algérie sous contrôle exclusivement militaire. Napoléon III a retiré l'autorité civile au gouvernement du territoire algérien pour le rendre aux militaires, comme avant 1848. Les Européens n'ont plus le droit d'élire des députés. Les préfets sont subordonnés aux généraux commandant les trois départements et les Européens n'ont plus le droit de s'établir dans les zones rurales éloignées des trois chefs-lieux, administrées par les officiers.

## Les conséquences humaines
Le démographe algérien Djilali Sari, montrant les limites de la science démographique de l'époque, révise à la hausse la population au moment de la conquête à cinq millions et réévalue parallèlement les conséquences de la crise : 820 000 le nombre de morts liés à la « famine », sur une population qu’il estime à 4,2 millions en 1866. Entre les chiffres de l’historiographie algérienne et ceux de l’administration française, un tiers à un dixième de la population algérienne meurt dans cette crise alimentaire. André Nouschi, historien spécialiste de l'Afrique du Nord, estime la perte démographique nette à 25 % de la population du Constantinois. Autour de Ténès, les pertes humaines des Béni Ména s’élèveraient à 41,5 % et celles des Béni Zentis à 58,5 %, alors qu’à Tébessa elles approcheraient 40 %. Sur un total de 151 227 morts connus, les quatre cinquièmes ont péri dans les secteurs de Sétif et Constantine.

## Le déroulement de la crise
Dès 1865 sévit une sécheresse extrême en Algérie, alors légèrement exportatrice en céréales, qui abîme les récoltes. Le fléau s'aggrave en 1866 puis persiste en 1867. Il sévit dans toute l'Afrique du Nord, mais de manière variable selon les endroits, voire plus au sud. Alphonse Daudet en témoigne en 1867 dans un de ses livres depuis le Sahel. Alors qu'on n'avait pas vu les criquets dans la région d'Alger depuis deux décennies, un témoin, A. Villacrose décrit dans son livre leur arrivée « sur un front de huit kilomètres ». Ils franchissent l'Atlas le 13 avril 1866 puis ils pondent. La rapidité du phénomène, que signale Le Moniteur de l'Algérie du 26 juin 1866, est foudroyante : « Les jeunes sauterelles ont envahi depuis quelques jours, les environs d'Alger, la Bouzaréa et la pointe Pescade (...) dans la région de Constantine on signale de graves dégâts (...) l'apparition de ces insectes a eu lieu presque simultanément du Sahara à la mer et de Bougie à La Calle ». Dès juin 1866 les gouverneurs signalent que le prix du blé a doublé. Le tremblement de terre du 2 janvier 1867 aggrave la situation, le choléra et le typhus se répandent. À l'automne 1867, des bandes d'affamés se mettent en marche dans toute l'Algérie et en février 1868 elles investissent la périphérie des villes et villages du Sahel.

## La gestion de la crise
Certains contemporains ne manquent pas de s’interroger sur la gestion de la crise. Dans sa correspondance avec Ismaÿl Urbain, le docteur Auguste Vital écrit dès juillet 1867 que « tuer ou plutôt laisser mourir l’armée des véritables travailleurs du sol pour ne pas discréditer l’Algérie est un étrange calcul ». Dans une circulaire d’avril 1868, le gouverneur général Patrice de Mac Mahon juge la charité et la solidarité « tribale » incapables de surmonter la crise et veut consacrer les deux millions de francs à « des travaux ».

### L'arrivée de l'évêque d'Alger
L'évêque Mgr Charles Lavigerie, futur cardinal, nommé à Alger en mai 1867, prend conscience de l’étendue de la crise démographique. Le nouvel évêque la rend publique au cours de l’année 1868, par la mobilisation de plusieurs formes de média. Il la découvre par le clergé séculier, et commence à la présenter comme un véritable désastre. Des prêtres des paroisses reculées comme l’abbé Burzet le tiennent informé.
Ses deux prédécesseurs, Antoine-Adolphe Dupuch et Louis Pavy, avaient tenté de faire revivre l'Église d'Afrique du Nord, mais sans succès, face au poids des militaires sur le territoire.

### La mobilisation des paroisses en métropole et à l'international
Charles Lavigerie utilise des ressources cléricales d’autant plus efficaces que, relevant du spirituel, elles échappent facilement à la censure. Ses lettres apostoliques sont lues dans les paroisses et évêchés de France et permettent de collecter de l’argent pour le diocèse d’Alger. Elles sont diffusées, via les réseaux religieux, de l’Allemagne au Canada, contribuant à une internationalisation de l’événement. Sur les 5 900 références à l’Algérie dans la presse britannique recensées entre 1865 et 1871, plus de 2 000 sont consacrées à la famine. Les envoyés de l'évêque d'Alger maintiennent une pression médiatique et donnent aussi des entretiens dans la presse catholique nationale modérée comme Le Journal des villes et des campagnes, Le Nouvelliste, La Patrie ou dans la presse locale – Le Phare de la Loire, Les Nouvelles du Gers. Certains prêches sont de véritables événements mondains. À Saint-Sulpice à Paris et surtout à Orléans, il attire un public nombreux et parvient à soulever les foules. Ces prêches puissants sont aussitôt imprimés pour être publiquement lus ailleurs ou cités dans la presse. Il met en scène les orphelins de la famine, parfois envoyés comme ambassadeurs en Europe avec les Pères blancs – société missionnaire fondée en Algérie par le prélat. « La visite des enfants est un succès » écrit Mgr Dupanloup à Lavigerie en février 1869.

## Les comparaisons avec d'autres famines
Sur plusieurs points, des différences existent entre les famines irlandaise de 1847 et algérienne de 1867, que l'évêque compare, parfois à tort. La population algérienne n’a qu’un accès restreint aux territoires habités par les Européens et quand elle ne parvient pas à migrer vers le Maroc ou le sud, elle reste la plupart du temps cantonnée dans les terres rurales par des cordons sanitaires militaires. Les observateurs comparent aussi l’Algérie avec l’Inde, car les famines changent de nature, passant du manque absolu de nourriture au manque relatif de pouvoir d’achat résultant de la gestion coloniale. Au même moment, la presse britannique évoque la disette en Palestine et en Cyrénaïque, mais seule la crise algérienne révèle un malaise profond.

## La conséquence, la révolte des Mokrani
La loi du 9 mars 1870 met fin au régime militaire en Algérie et cette période de l'histoire voit aussi la révolte de Mokrani, quand plus de 250 tribus se soulèvent.